# Avignonet-Lauragais
Pour les articles homonymes, voir Avignonet.
Avignonet-Lauragais est une commune française située dans l'est du département de la Haute-Garonne, en région Occitanie.
Exposée à un climat océanique altéré, elle est drainée par le canal du Midi, le Fresquel, l'Hers-Mort, la Ganguise, le Marès, le ruisseau de Favayrol, le ruisseau du Marès et par divers autres petits cours d'eau. La commune possède un patrimoine naturel remarquable composé de huit zones naturelles d'intérêt écologique, faunistique et floristique.
Avignonet-Lauragais est une commune rurale qui compte 1 600 habitants en 2022, après avoir connu une forte hausse de la population depuis 1975. Elle fait partie de l'aire d'attraction de Toulouse. Ses habitants sont appelés les Avignonetains Lauragaisiens et Avignonetaines Lauragaisiennes.

## Géographie

### Description

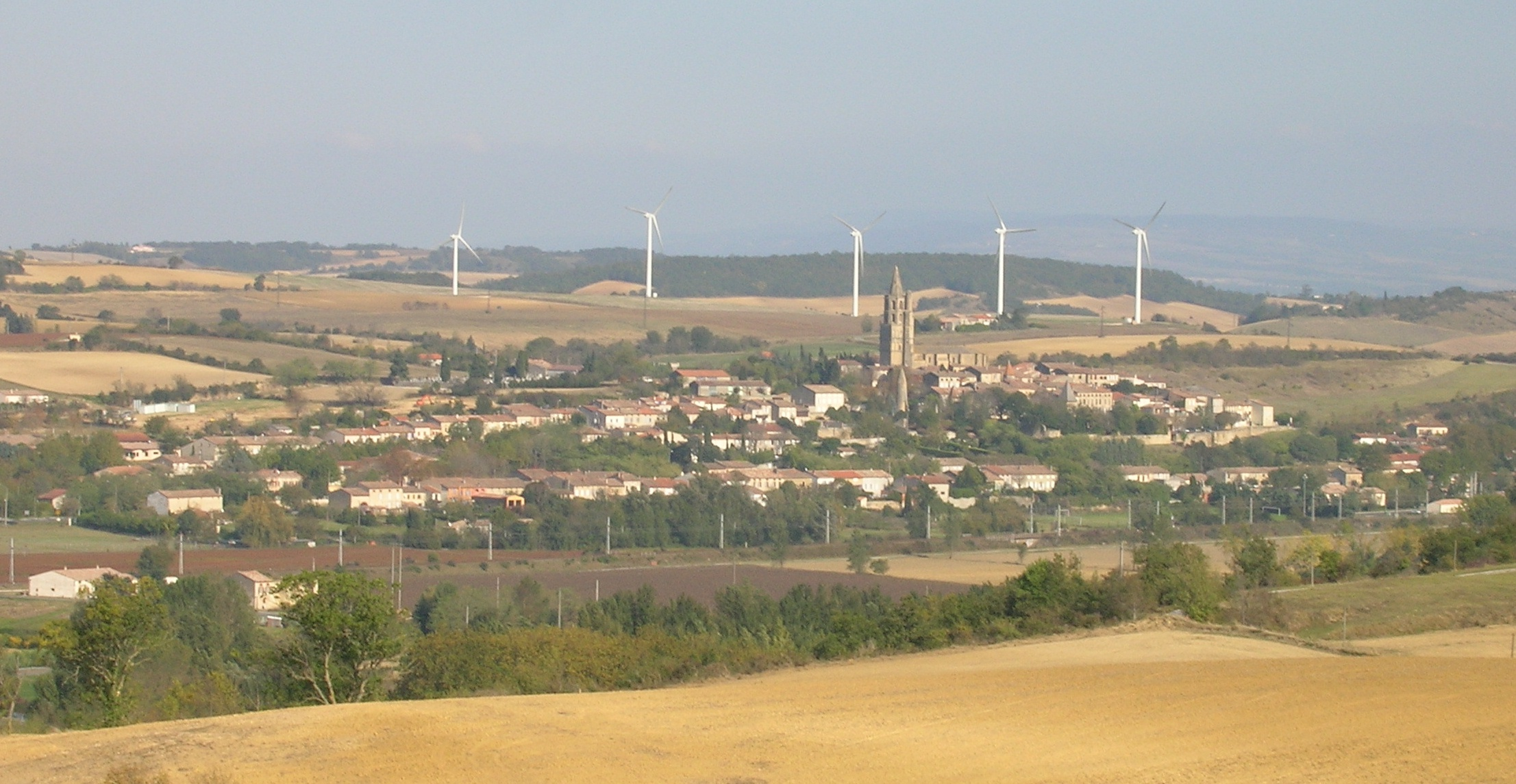
Avignonet-Lauragais vue depuis la RD 43.

La commune d'Avignonet-Lauragais se trouve dans le département de la Haute-Garonne, en région Occitanie.
Cette commune de l'aire d'attraction de Toulouse est située au cœur du Lauragais entre Toulouse et Castelnaudary à l'extrême sud-est du département de la Haute-Garonne à la limite du département de l'Aude sur la route départementale 813 (ex Route nationale 113) et au bord de l'autoroute A61. Situé sur la route vers la mer Méditerranée, le village est visible depuis l'autoroute par la présence de plusieurs éoliennes entraînées par le vent d'Autan qui balaie la plaine. Non loin, une autre voie de communication, le canal du Midi, passe au pied du village. Le Port-Lauragais est une halte autoroutière et portuaire située sur le territoire de la commune. La commune fait partie du Pays Lauragais.
Le  Lauragais est  l'ancien « Pays de Cocagne », lié à la fois à la culture du pastel et à l’abondance des productions, et de « grenier à blé du Languedoc ».
Les grandes villes les plus proches sont : Toulouse (38 km), Castelnaudary (15 km) et Carcassonne (52 km).
Elle se situe à 38 km à vol d'oiseau de Toulouse, préfecture du département, et à 20 km de Revel, bureau centralisateur du canton de Revel dont dépend la commune depuis 2015 pour les élections départementales.
La commune fait partie du bassin de vie de Villefranche-de-Lauragais.
Les communes les plus proches sont : 
Montferrand (2,5 km), Gourvieille (3,0 km), Folcarde (4,3 km), Beauteville (4,6 km), Baraigne (4,8 km), Saint-Michel-de-Lanès (5,2 km), Belflou (5,3 km), Montmaur (5,4 km).
Sur le plan historique et culturel, Avignonet-Lauragais fait partie du Lauragais, occupant une vaste zone, autour de l’axe central que constitue le canal du Midi, entre les agglomérations de Toulouse au nord-ouest et Carcassonne au sud-est et celles de Castres au nord-est et Pamiers au sud-ouest. C'est l'ancien « Pays de Cocagne », lié à la fois à la culture du pastel et à l’abondance des productions, et de « grenier à blé du Languedoc ».

### Communes limitrophes
Les communes limitrophes sont  Baraigne, Beauteville, Folcarde, Gourvieille, Lux, Montclar-Lauragais, Montferrand, Montmaur, Renneville, Rieumajou, Saint-Michel-de-Lanès, Vallègue et Villefranche-de-Lauragais.
| Villefranche-de-Lauragais      | Vallègue                     | Lux, Folcarde, Rieumajou                  |
| Renneville, Montclar-Lauragais | Avignonet-Lauragais          | Montmaur (Aude)                           |
| Beauteville                    | Saint-Michel-de-Lanès (Aude) | Montferrand, Baraigne, Gourvieille (Aude) |

### Géologie et relief
Le village est situé près du seuil de Naurouze, point de partage des eaux méditerranéennes et atlantiques. La commune est la plus vaste du canton de Villefranche-de-Lauragais. Au nord, se trouve la montagne noire et de nombreuses collines où coulent plusieurs ruisseaux se jetant dans l'Hers-Mort et le Fresquel y passe avant de partir vers Carcassonne. Au sud se trouve la plaine du Lauragais et au loin la chaîne des Pyrénées.
La superficie de la commune est de 4 066 hectares ; son altitude varie de 176  à   274 mètres.

### Hydrographie

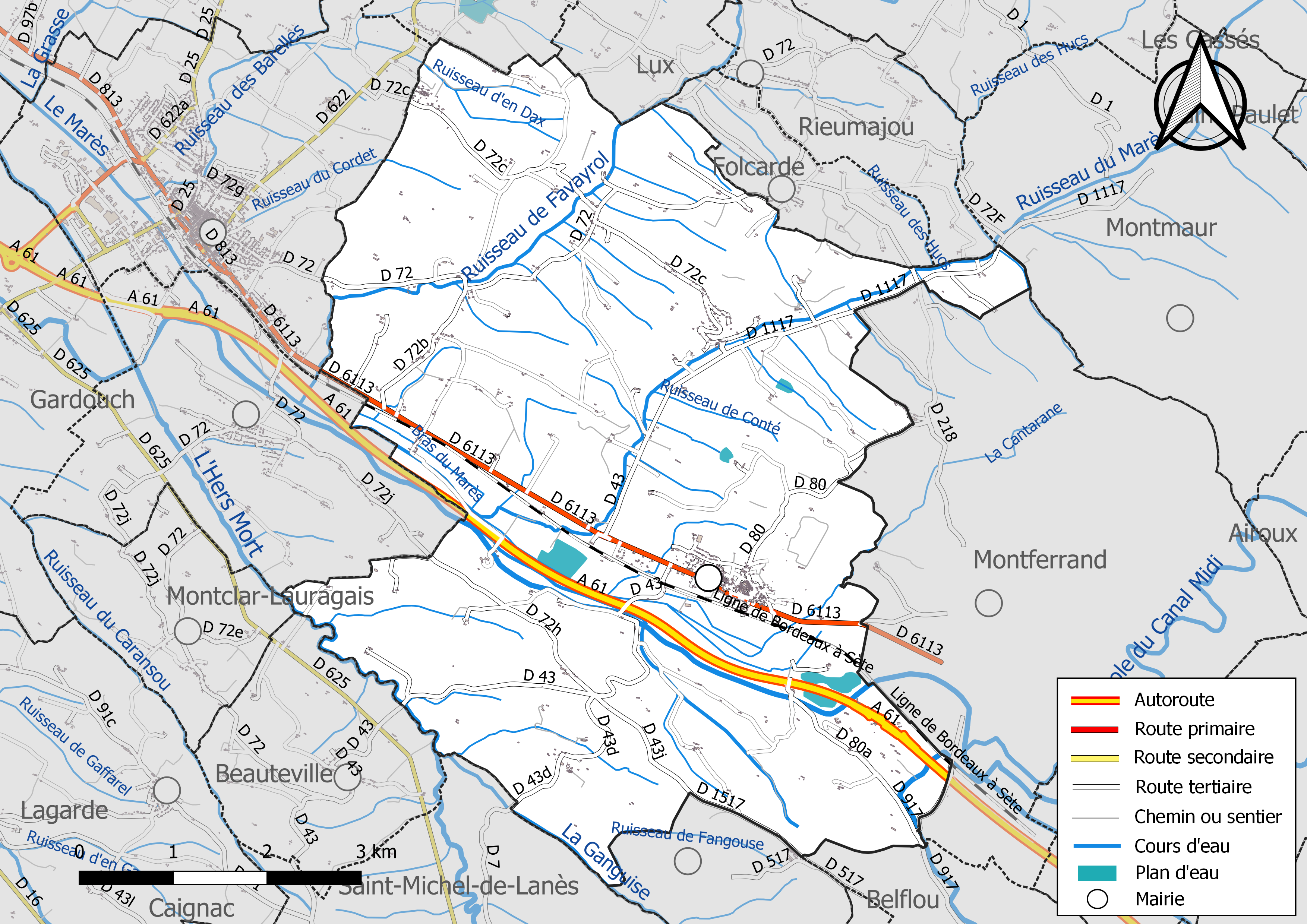
Réseaux hydrographique et routier d'Avignonet-Lauragais.

La commune est dans le bassin de la Garonne, au sein du bassin hydrographique Adour-Garonne. Elle est drainée par le canal du Midi, le Fresquel, l'Hers-Mort, la Ganguise, le Marès, le ruisseau de Favayrol, le ruisseau du Marès, un bras du Marès, un bras du ruisseau du Marès, la Cantarane, le ruisseau de Conté, le ruisseau de Fangouse, le ruisseau de Manda, le ruisseau d'en Calotte, et par divers petits cours d'eau, constituant un réseau hydrographique de 74 km de longueur totale,.
Le canal du Midi, d'une longueur totale de 239,8 km, est un canal de navigation à bief de partage qui relie Toulouse à la mer Méditerranée depuis le xviie siècle.
Le Fresquel, d'une longueur totale de 63 km, prend sa source dans la commune de Baraigne et s'écoule d'ouest en est. Il traverse la commune et se jette dans l'Aude à Carcassonne, après avoir traversé 22 communes.
L'Hers-Mort, d'une longueur totale de 89,3 km, prend sa source dans la commune de Laurac et s'écoule du sud-est vers le nord-ouest. Il traverse la commune et se jette dans la Garonne à Grenade, après avoir traversé 40 communes.
La Ganguise, d'une longueur totale de 16,7 km, prend sa source dans la commune de Villeneuve-la-Comptal et s'écoule du sud-est vers le nord-ouest. Elle traverse la commune et se jette dans l'Hers-Mort à Beauteville, après avoir traversé 10 communes.
Le Marès, d'une longueur totale de 12,7 km, prend sa source dans la commune et s'écoule du sud-est vers le nord-ouest. Il traverse la commune et se jette dans l'Hers-Mort à Montgaillard-Lauragais, après avoir traversé 4 communes.
Le ruisseau de Favayrol, d'une longueur totale de 10,3 km, prend sa source dans la commune de Mourvilles-Hautes et s'écoule du nord-est au sud-ouest. Il traverse la commune et se jette dans le Marès à Renneville, après avoir traversé 6 communes.
Le ruisseau du Marès, d'une longueur totale de 14,6 km, prend sa source dans la commune de Saint-Félix-Lauragais et s'écoule du nord-est au sud-ouest. Il se jette dans le Marès sur le territoire communal, après avoir traversé 5 communes.

### Climat
Pour des articles plus généraux, voir Climat de l'Occitanie et Climat de la Haute-Garonne.
En 2010, le climat de la commune est de type climat du Bassin du Sud-Ouest, selon une étude s'appuyant sur une série de données couvrant la période 1971-2000. En 2020, Météo-France publie une typologie des climats de la France métropolitaine dans laquelle la commune est exposée à un climat océanique altéré et est dans la région climatique Aquitaine, Gascogne, caractérisée par une pluviométrie abondante au printemps, modérée en automne, un faible ensoleillement au printemps, un été chaud (19,5 °C), des vents faibles, des brouillards fréquents en automne et en hiver et des orages fréquents en été (15 à 20 jours).
Pour la période 1971-2000, la température annuelle moyenne est de 13,2 °C, avec une amplitude thermique annuelle de 15,8 °C. Le cumul annuel moyen de précipitations est de 757 mm, avec 9,6 jours de précipitations en janvier et 5,2 jours en juillet. Pour la période 1991-2020, la température moyenne annuelle observée sur la station météorologique la plus proche, située sur la commune de Saint-Félix-Lauragais à 12 km à vol d'oiseau, est de 13,5 °C et le cumul annuel moyen de précipitations est de 673,9 mm,. Pour l'avenir, les paramètres climatiques de la commune estimés pour 2050 selon différents scénarios d'émission de gaz à effet de serre sont consultables sur un site dédié publié par Météo-France en novembre 2022.

### Milieux naturels et biodiversité

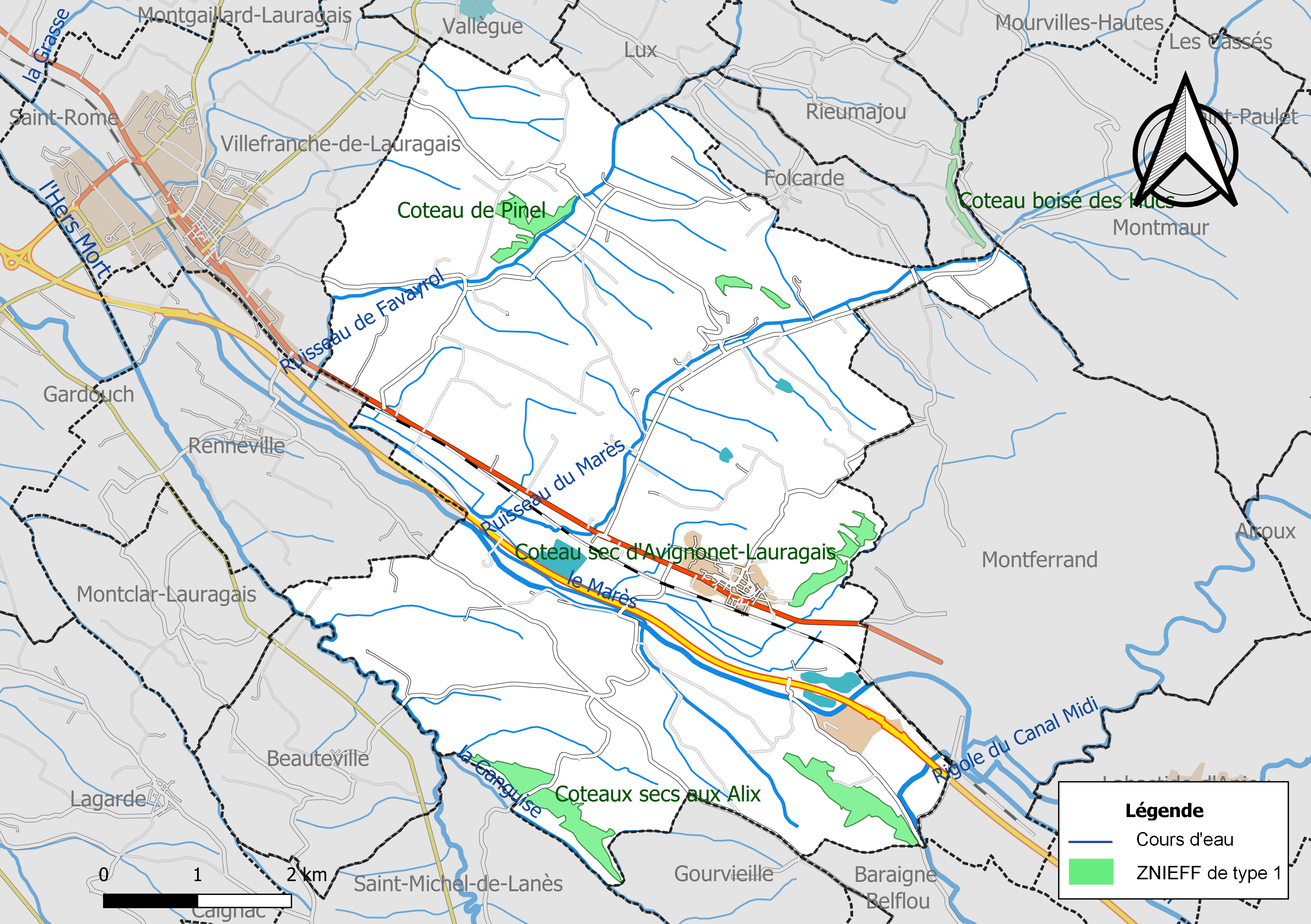
Carte des ZNIEFF de type 1 localisées sur la commune.

L’inventaire des zones naturelles d'intérêt écologique, faunistique et floristique (ZNIEFF) a pour objectif de réaliser une couverture des zones les plus intéressantes sur le plan écologique, essentiellement dans la perspective d’améliorer la connaissance du patrimoine naturel national et de fournir aux différents décideurs un outil d’aide à la prise en compte de l’environnement dans l’aménagement du territoire.
Cinq ZNIEFF de type 1 sont recensées sur la commune :
- le « coteau de Pinel » (20 ha)[23] ;
- le « coteau sec d'Avignonet-Lauragais » (19 ha)[24] ;
- les « coteaux de Bellevue près de Port-Lauragais » (32 ha)[25] ;
- les « coteaux secs aux Alix » (40 ha)[26] ;
- les « coteaux secs d'En Franc et d'En Caraman » (6 ha)[27] ;

et trois ZNIEFF de type 2, : 
- les « collines de la Piège » (27 918 ha), couvrant 40 communes dont 38 dans l'Aude et deux dans la Haute-Garonne[28] ;
- les « coteaux bordant les ruisseaux du Marès et des Hucs » (150 ha), couvrant 5 communes dont une dans l'Aude et quatre dans la Haute-Garonne[29] ;
- les « coteaux le long du Favayrol » (132 ha), couvrant 4 communes du département[30].

## Urbanisme

### Typologie
Au 1er janvier 2024, Avignonet-Lauragais est catégorisée bourg rural, selon la nouvelle grille communale de densité à sept niveaux définie par l'Insee en 2022.
Elle est située hors unité urbaine. Par ailleurs la commune fait partie de l'aire d'attraction de Toulouse, dont elle est une commune de la couronne,. Cette aire, qui regroupe 527 communes, est catégorisée dans les aires de 700 000 habitants ou plus (hors Paris),.

### Occupation des sols

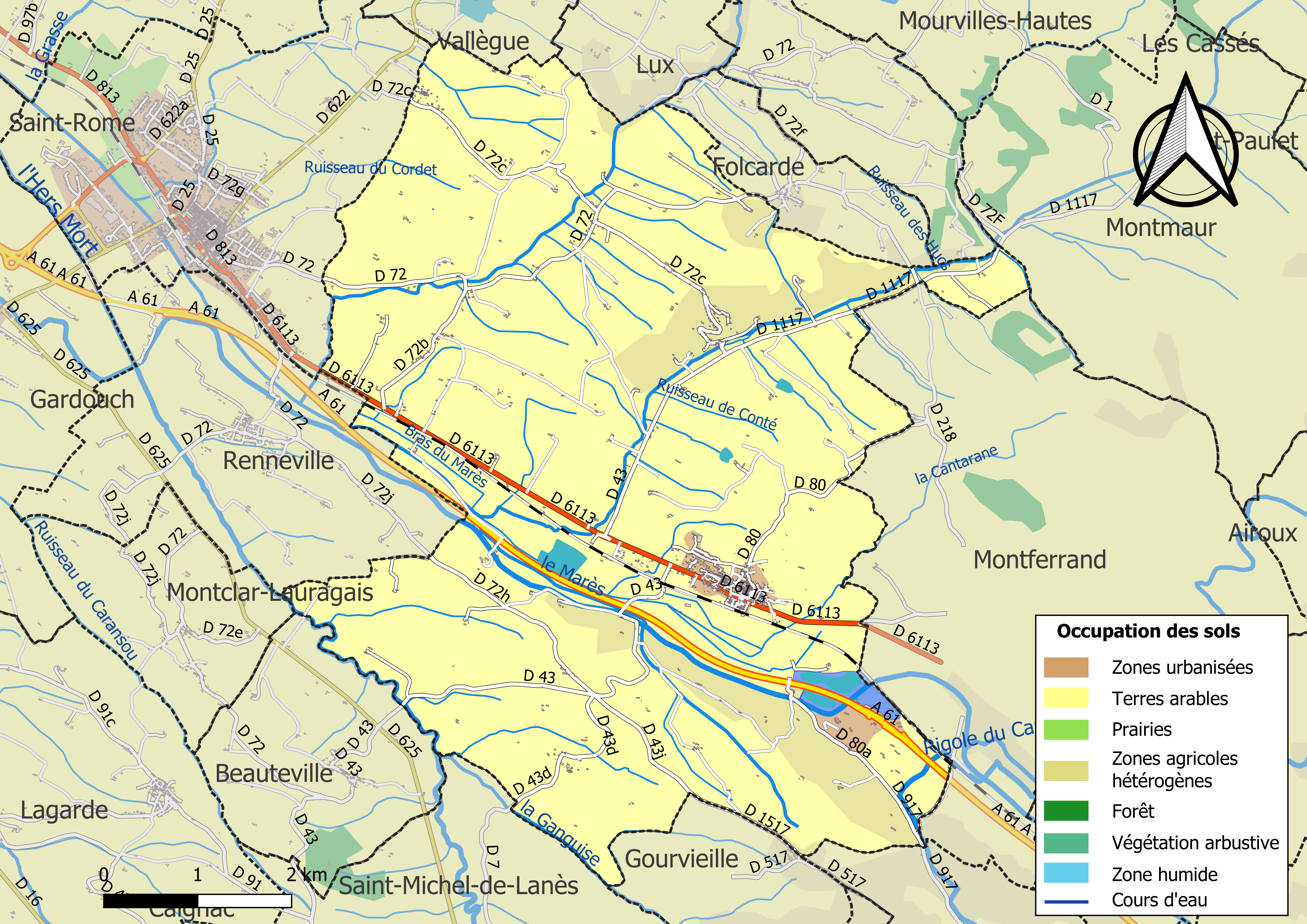
Carte des infrastructures et de l'occupation des sols de la commune en 2018 (CLC).

L'occupation des sols de la commune, telle qu'elle ressort de la base de données européenne d’occupation biophysique des sols Corine Land Cover (CLC), est marquée par l'importance des territoires agricoles (97,4 % en 2018), une proportion identique à celle de 1990 (97,4 %). La répartition détaillée en 2018 est la suivante : 
terres arables (88 %), zones agricoles hétérogènes (9,4 %), zones urbanisées (1 %), eaux continentales (0,8 %), zones industrielles ou commerciales et réseaux de communication (0,7 %). L'évolution de l’occupation des sols de la commune et de ses infrastructures peut être observée sur les différentes représentations cartographiques du territoire : la carte de Cassini (XVIIIe siècle), la carte d'état-major (1820-1866) et les cartes ou photos aériennes de l'IGN pour la période actuelle (1950 à aujourd'hui).

### Habitat et logement
En 2018, le nombre total de logements dans la commune était de 708, alors qu'il était de 657 en 2013 et de 582 en 2008.
Parmi ces logements, 91,2 % étaient des résidences principales, 1,7 % des résidences secondaires et 7,1 % des logements vacants. Ces logements étaient pour 92,7 % d'entre eux des maisons individuelles et pour 6,8 % des appartements.
Le tableau ci-dessous présente la typologie des logements à Avignonet-Lauragais en 2018 en comparaison avec celle de la Haute-Garonne et de la France entière. Une caractéristique marquante du parc de logements est ainsi une proportion de résidences secondaires et logements occasionnels (1,7 %) inférieure à celle du département (4,4 %) et à celle de la France entière (9,7 %). Concernant le statut d'occupation de ces logements, 72 % des habitants de la commune sont propriétaires de leur logement (72,8 % en 2013), contre 52,3 % pour la Haute-Garonne et 57,5 % pour la France entière.
| Typologie                                               | Avignonet-Lauragais | Haute-Garonne | France entière |
| ------------------------------------------------------- | ------------------- | ------------- | -------------- |
| Résidences principales (en %)                           | 91,2                | 88,3          | 82,1           |
| Résidences secondaires et logements occasionnels (en %) | 1,7                 | 4,4           | 9,7            |
| Logements vacants (en %)                                | 7,1                 | 7,3           | 8,2            |

### Voies de communication et transports
Accès par la route départementale 813 (ex route nationale 113) et l'A61 (sortie no 20 Villefranche-de-Lauragais ou no 21 Castelnaudary).
La commune compte une gare sur son territoire, la gare d'Avignonet, desservie par des trains TER Occitanie de la relation Toulouse - Carcassonne - Narbonne.
La commune est desservie par la ligne 350 du Réseau Arc-en-Ciel, permettant de rejoindre quotidiennement la station de métro Université-Paul-Sabatier.
Elle se trouve sur  la Via Tolosane, l'un des chemins de Compostelle.

### Énergie
Avignonet-Lauragais accueille depuis 2002 un parc éolien constitué initialement de dix aérogénérateurs. En 2020, il compte douze éoliennes et une centrale photovoltaïque, ce qui en fait le premier site français à accueillir un site à énergie mixte : éolien et photovoltaïque.
Cet équipement rapporte à la commune environ 100 000 € en 2020, permettant de financer la création de la médiathèque, l'aménagement du parvis de l’église, le nettoyage du clocher ou encore la crèche qui accueille vingt enfants.
Toutefois, la maire et les deux premiers maires-adjoints de la mandature 2020-2022 sont mis en examen en 2022  et sont suspectés d'avoir favorisé l'installation de certains panneaux photovoltaiques sur les terres de leurs proches, ce qui leur aurait permis de bénéficier d’importantes recettes locatives,.

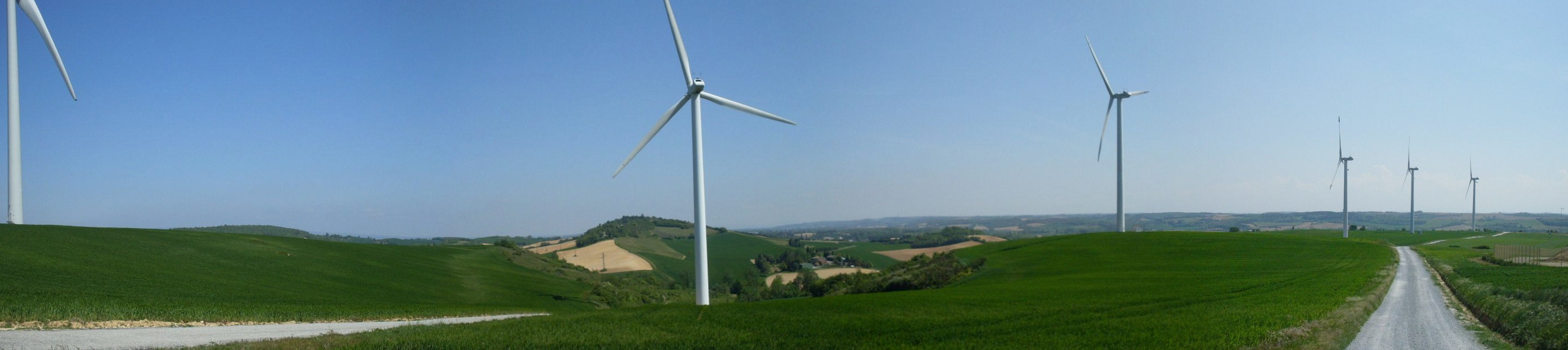
Éoliennes près d'Avignonet-Lauragais.
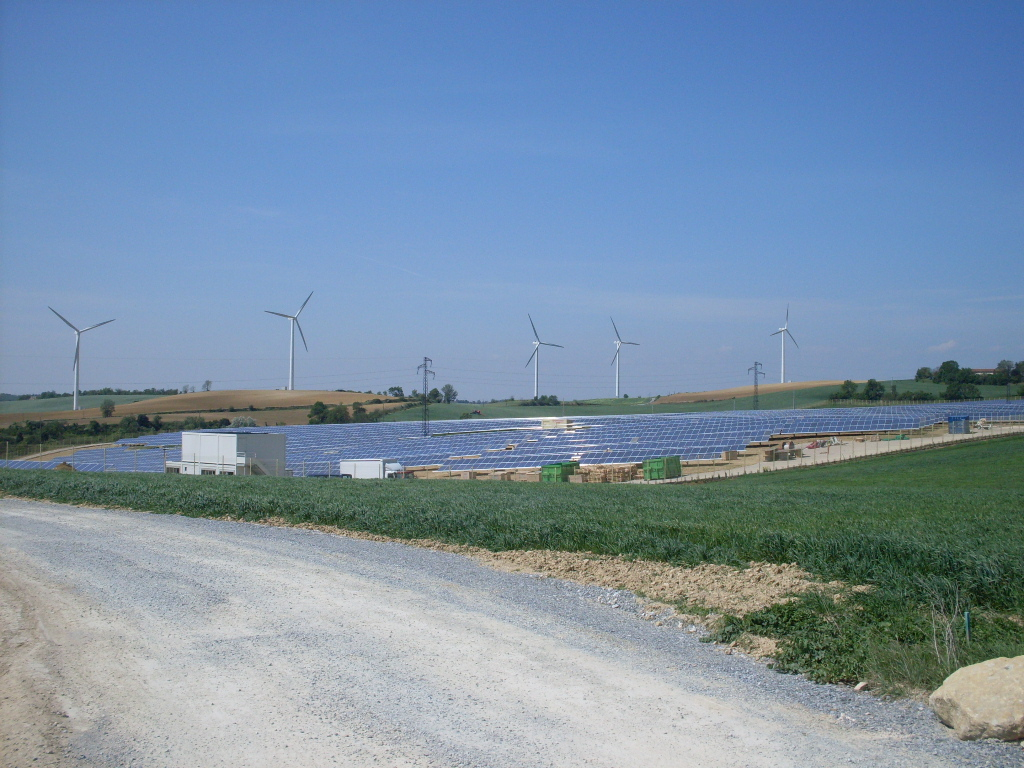
Panneaux solaires près d'Avignonet-Lauragais.

### Risques naturels et technologiques
Le territoire de la commune d'Avignonet-Lauragais est vulnérable à différents aléas naturels : météorologiques (tempête, orage, neige, grand froid, canicule ou sécheresse), inondations et séisme (sismicité très faible). Il est également exposé à un risque technologique, la rupture d'un barrage. Un site publié par le BRGM permet d'évaluer simplement et rapidement les risques d'un bien localisé soit par son adresse soit par le numéro de sa parcelle.

#### Risques naturels
Certaines parties du territoire communal sont susceptibles d’être affectées par le risque d’inondation par débordement de cours d'eau, notamment l'Hers-Mort, le Fresquel, la Ganguise, le Marès, le ruisseau du Marès et le ruisseau de Favayrol. La commune a été reconnue en état de catastrophe naturelle au titre des dommages causés par les inondations et coulées de boue survenues en 1982, 1992, 1993, 1996, 1998, 1999, 2009, 2014 et 2018,.

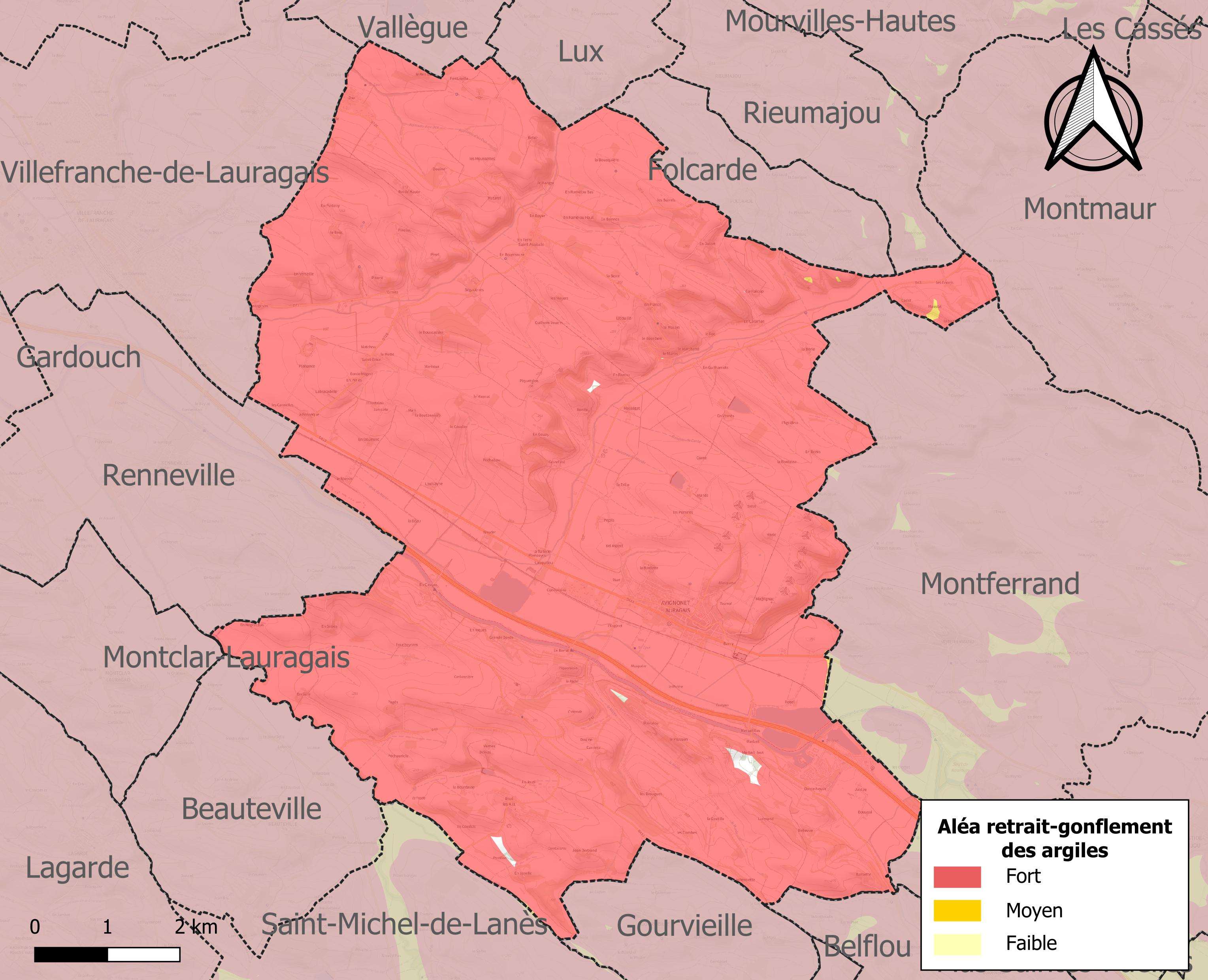
Carte des zones d'aléa retrait-gonflement des sols argileux d'Avignonet-Lauragais.

Le retrait-gonflement des sols argileux est susceptible d'engendrer des dommages importants aux bâtiments en cas d’alternance de périodes de sécheresse et de pluie. 99,8 % de la superficie communale est en aléa moyen ou fort (88,8 % au niveau départemental et 48,5 % au niveau national). Sur les 652 bâtiments dénombrés sur la commune en 2019, 652 sont en aléa moyen ou fort, soit 100 %, à comparer aux 98 % au niveau départemental et 54 % au niveau national. Une cartographie de l'exposition du territoire national au retrait gonflement des sols argileux est disponible sur le site du BRGM,.
Par ailleurs, afin de mieux appréhender le risque d’affaissement de terrain, l'inventaire national des cavités souterraines permet de localiser celles situées sur la commune.
Concernant les mouvements de terrains, la commune a été reconnue en état de catastrophe naturelle au titre des dommages causés par la sécheresse en 2003 et 2012 et par des mouvements de terrain en 1999.

#### Risques technologiques
La commune est en outre située en aval du barrage de l'Estrade sur la Ganguise (département de l'Aude). À ce titre elle est susceptible d’être touchée par l’onde de submersion consécutive à la rupture de cet ouvrage.

## Toponymie
La localité est dénommée  Avinhonet de Lauragués en occitan.

## Histoire

### Moyen Âge
Le village est connu pour le massacre des inquisiteurs du catharisme, un épisode de la croisade des albigeois. Le 28 mai 1242, le tribunal d'inquisition, dirigé par Guillaume Arnaud et Étienne de Saint-Thibéry, se tient dans la cité. Plusieurs hommes, dirigés par Pierre-Roger de Mirepoix, chef militaire de Montségur, et aidés par des gens d'Avignonet, massacrent pendant leur sommeil les inquisiteurs et leur suite, à coups de hache, faisant ainsi onze victimes. C'est l'un des derniers sursauts de résistance avant le siège de Montségur, qui se termine par un bûcher destiné aux cathares réfugiés dans la place fortifiée, le 16 mars 1244.

#### Laine au Haut Moyen-Âge
L'activité drapière apparaît dès 1194 dans les coutumes écrites de Castelnaudary, qui régissent pesage de la laine filée et de la laine à filer, fabrication des draps, leur qualité, leur vente, les produits de teinture (pastel, garance, etc.) et jusqu'aux chardons servant à carder. Les cours d'eau de la montagne Noire meuvent de nombreux moulins drapiers, tendoirs et teintureries de draps de laine se retrouvent un peu partout dans la région. Fin XIe siècle et début XVe siècle, les draps languedociens vont jusqu'en Italie centrale ; outre les palmelles
de Limoux et de Carcassonne, et draps de moindre qualité et meilleur marché provenant de Castelnaudary, Avignonet et Saint-Félix. 
En 1355 le prince de Galles dévaste plusieurs villes de la région : Castelnaudary, Avignonet, Montgiscard et Fanjeaux. L'année suivante en 1356 le comte d'Armagnac confirme à ces villes plusieurs privilèges, dont la libre exportation du pastel et  du blé pendant dix ans. En 1373 pastel, laine et drap sont les produits les plus taxés : 12 deniers tolsans pour « chaque sarcinée de pastel ramassée par les habitants du lieu et ses dépendances », pour un quintal de laine surge recueillie, ou pour un drap de laine à la vente. Avignonet est taxé de 100 livres tournois par an pour ses seules teintureries.
Aux XIVe – XVIe siècles, le village est signalé pour ses marchands achetant de la laine, concurrençant les marchands de Castelnaudary. En retour, les grossistes auvergnats descendent à Avignonet écouler leurs marchandises - surtout de la toile mais aussi d'autres objets divers - auprès des marchands locaux ou d'autres marchands venus de la haute vallée de l'Aude et jusqu'au Béarn pour s'approvisionner. Des foires alternent entre Castelnaudary et Avignonet tout au long de l'année : Castelnaudary aux Rois, 
premier dimanche de Carême à Avignonet, « Pasquette » à Castelnaudary, 
l'Ascension à Avignonet, fête Sainte-Madeleine à Castelnaudary, 
et la dernière de l'année à Avignonet à la fête de saint Luc l'évangéliste le 18 octobre.
Chaque foire dure quatre jours.
Cette alternance perdure et résiste bien à la dépression des XIVe et XVe siècles, car Castelnaudary et Avignonet sont à distance suffisante de Toulouse et sont aussi à la rencontre des routes
reliant d'une part Toulouse à l'ouest et Narbonne à l'est, 
et d'autre part le piémont pyrénéen au sud et le Massif central au nord. Marchands du nord et marchands du piedmont pyrénéen s'y retrouvent et y règlent leurs affaires. Ces foires ont un rôle financier plus encore que commercial (échange de marchandises), et ce rôle est différent de celui des foires de Lyon : les paiements se font non à la fin de chaque foire par lettre de change - qui ne sont jamais mentionnées -, mais par reconnaissances de dettes à rembourser à terme défini. À la fin de la foire, les comptes sont faits et le solde est reporté à la foire suivante ; d'ici là, ce solde peut évoluer selon des négociations ultérieures. Les échanges financiers sont plus simples qu'aux foires de Lyon : il n'y a pas d'intermédiaires entre les commerçants et donc pas de lettres de change circulant entre les grandes foires européennes ; ce qui n'empêche pas les échanges bien au-delà du circuit local : non seulement des marchands toulousains y rencontrent leurs clients du Comminges, mais l'un d'eux s'engage à régler le prix de balles de toiles vendues par un marchand de Laval à la foire de la Sainte-Agathe de Niort. La Sainte-Madeleine (22 juillet) est le terme du remboursement des emprunts de blé, et le pastel n'y tient qu'un rôle secondaire. Mais ce dernier est toutefois présent.

#### Le pastel
Le pastel n'apparaît pas dans les écrits connus du XIIIe siècle - essentiellement l'enquête des années 1272-1273 sur les revenus du comte de Toulouse (Liber reddituum serenessimi dominis regis Francie) et les archives de commanderies hospitalières (Caignac, Puysubran). Il apparaît dans les règlements et les actes de la pratique à partir du XIVe siècle.
Vers 1330 et après, rares sont les mentions de marchands du Lauragais amenant eux-mêmes le pastel aux draperies de Perpignan. Cependant Anthony Pinto note plusieurs marchands du Lauragais vendanturs du pastel à Perpignan et à Gérone avant 1358 ; mais il pense qu'à partir de la fin des années 1350 les exportations de pastel cessent, peut-être à cause de la guerre de Cent Ans (1337-1453), et le pastel de Lombardie le remplace jusqu'en 1380 où l'on voit de nouveau du pastel du Lauragais, du Toulousain et de l'Albigeois. Il remarque aussi, au début du XVe siècle, des marchands de Castelnaudary vendant du pastel aux teinturiers du Roussillon et du comté d’Empúries. En 1421 un M. Roberti, marchand de Castelnaudary, vend 60 sarcinées d'agranat à Raymond Laurencii, marchand d'Avignonet, pour 300 écus d'or. Laurencii doit mettre les 300 écus dans une société de pastel qui va démarrer à Pâques, pour quatre ans, « à demi lucre et demi fortune ». Chaque année, Raymond Laurencii doit donner « ratione de lucro », dire ce qu’il a fait des 300 écus et restituer la moitié du gain à la fin des quatre ans.

Mais les cartes de Gilles Casters pour les lieux d'achat du pastel par les marchands toulousains entre 1515 et 1565, ne mentionnent pas Castelnaudary.

### Temps modernes
Le blé est la principale culture de la plaine du Lauragais dès l'époque gallo-romaine. Mais au XVe siècle le pastel rend la région riche.[réf. nécessaire] On nomme alors la région « Pays de cocagne ». Mais en réalité cette expression est utilisée de façon trop univoque : elle ne s'applique qu'aux grandes villes, notamment à Toulouse que le pastel a marqué dans la première moitié du XVIe siècle. Cela ne s'applique pas aux campagnes ni dans les bourgs et les petites villes, où même au meilleur moment de sa commercialisation le pastel n'a jamais été le principal agent de l'économie lauragaise ni de sa prospérité ; la laine était considérablement plus importante tant en quantités qu'en mouvements d'argent, et surtout dans les environs d'Avignonet et de Castelnaudary. Par ailleurs, à partir du XVIe siècle l'indigo venu d'Amérique concurrence le pastel.[réf. nécessaire]

## Politique et administration

### Rattachements administratifs et électoraux

#### Rattachements administratifs
La commune se trouve depuis 1926 dans l'arrondissement de Toulouse du département de la Haute-Garonne.
Elle faisait partie depuis 1801 du canton de Villefranche-de-Lauragais. Dans le cadre du redécoupage cantonal de 2014 en France, cette circonscription administrative territoriale a disparu, et le canton n'est plus qu'une circonscription électorale.

#### Rattachements électoraux
Pour les élections départementales, la commune fait partie depuis 2014 du canton de Revel
Pour l'élection des députés, elle fait partie de la dixième circonscription de la Haute-Garonne.

### Intercommunalité
Avignonet-Lauragais était membre de la communauté de communes Cap-Lauragais, un établissement public de coopération intercommunale (EPCI) à fiscalité propre créé en 2008 et auquel la commune avait transféré un certain nombre de ses compétences, dans les conditions déterminées par le code général des collectivités territoriales.
Dans le cadre des dispositions de la loi portant nouvelle organisation territoriale de la République du 7 août 2015, qui prévoit que les établissements publics de coopération intercommunale (EPCI) à fiscalité propre doivent avoir un minimum de 15 000 habitants, cette intercommunalité a fusionné avec ses voisines pour former, le 1er janvier 2017, la communauté de communes des Terres du Lauragais, dont est désormais membre la commune.

### Tendances politiques et résultats
Lors des élections municipales de 2014 en Haute-Garonne, la liste DVG du maire sortant  Jean-François Pagès est la seule candidate et obtient la totalité des 574 suffrages exprimés. Cette liste est donc élue en totalité lors d'un scrutin où 35,50 % des électeurs se sont abstenus et 17,53 % des votants ont choisi un bulletin blanc ou nul.
Lors du premier tour des élections municipales de 2020 en Haute-Garonne, où le maire sortant ne se représentait pas, la liste menée par Isabelle Haybrard Danieli, maire adjointe sortante, obtient la majorité absolue des suffrages exprimés avec 414 voix (51,30 %, 16 conseillers municipaux élus dont 2 communautaires), devançant largement les listes menées respectivement par : 

- Patricia Malmaison (325 voix, 40,27 %, 4 conseillers municipaux élus) ;

- Patrick Bressolles (68 voix, 8,42 %, pas d'élus).

Lors de ce scrutin marqué par la pandémie de Covid-19 en France, 28,65 % des électeurs se sont abstenus.
Lors de l'élection présidentielle de 2022, les quatre premiers candidats au premier tour sont Emmanuel Macron (23,82 %), Marine Le Pen (23,11 %), Jean-Luc Mélenchon (22,49 ) et Jean Lassalle (8,08 %.
Au second tour, le candidat élu Emmanuel Macron obtient 469 voix (55,50 % des suffrages exprimés) et Marine Le Pen 376 voix (44,50 %). Lors de ce scrutin 22,12 % des électeurs se sont abstenus.
Lors du premier tour de l'élection municipale organisée en octobre 2022 à la suite de la démission de plus d'un tiers du conseil municipal élu en 2020, la liste menée par Patricia Malmaison obtient la majorité absolue des suffrages exprimés avec 515 voix (65,03 %, 16 conseillers municipaux élus), devançant très largement celle menée par la maire sortante Isabelle Haybrard Danieli, qui a recueilli 277 voix (34,97 %, 3 conseillers municipaux élus dont 2 communautaires).
Lors de ce scrutin, 31,71 % des électeurs se sont abstenus.

### Administration municipale
Le nombre d'habitants étant compris entre 1 500 et 2 499 habitants, le nombre de membres du conseil municipal  est de dix-neuf, y compris le maire et ses adjoints.

### Liste des maires
| Période      | Période                      | Identité                       | Étiquette | Qualité                                                                   |
| ------------ | ---------------------------- | ------------------------------ | --------- | ------------------------------------------------------------------------- |
| 1790         | 1792                         | François Guiraud               |           |                                                                           |
| 1792         | 1795                         | Gabriel Trey                   |           |                                                                           |
| 1795         | 1796                         | Étienne Gueydon                |           |                                                                           |
| 1796         | 1798                         | Raymond Cahuzac                |           |                                                                           |
| 1798         | 1799                         | Jean Bauguel                   |           |                                                                           |
| 1799         | 1800                         | Jean-Pierre Poumel             |           |                                                                           |
| 1800         | 1813                         | André Pujol                    |           |                                                                           |
| 1813         | 1826                         | Étienne de Gueydon             |           |                                                                           |
| 1826         | 1830                         | Bernard de Raymond             |           |                                                                           |
| 1830         | 1832                         | Jean-François Jalabert         |           |                                                                           |
| 1832         | 1834                         | Pierre Bauguel                 |           |                                                                           |
| 1834         | 1846                         | Léon Desazars                  |           |                                                                           |
| 1846         | 1853                         | Jean-Pierre Bauguel            |           |                                                                           |
| 1853         | 1870                         | Léon Desazars                  |           |                                                                           |
| 1870         | 1872                         | Alexandre Espinasse            |           |                                                                           |
| 1872         | 1874                         | Jean-Pierre Bauguel            |           |                                                                           |
| 1874         | 1876                         | Jules d'Holier                 |           |                                                                           |
| 1876         | 1884                         | Amexandre Espinasse            |           |                                                                           |
| 1884         | 1887                         | Louis Desazars de Montgaillard |           |                                                                           |
| 1887         | 1892                         | Emmanuel de Raymond-Cahuzac    |           |                                                                           |
| 1892         | 1927                         | Louis Desazars de Montgaillard |           |                                                                           |
| 1927         | 1930                         | Henry de Rayssac               |           |                                                                           |
| 1930         | 1944                         | Bernard de Raymond-Cahuzac     |           |                                                                           |
| 1944         | 1945                         | Noël Bouton                    |           |                                                                           |
| 1945         | 1950                         | Lucien Bordes                  |           |                                                                           |
| 1950         | 1959                         | Eugène Alba                    |           |                                                                           |
| 1959         | 1977                         | Louis Vernier de Byans         |           |                                                                           |
| 1977         | 1995                         | Louis Haybrard                 |           |                                                                           |
| juin 1995    | mai 2020                     | Jean-François Pages            | PS        | Agriculteur Vice-président de la CC des Terres du Lauragais (2017 → 2020) |
| mai 2020     | octobre 2022,                | Isabelle Haybrard Danieli      | DVG       | Mandat écourté par la démission d'une partie du conseil municipal         |
| octobre 2022 | En cours (au 9 janvier 2023) | Patricia Malmaison             |           | Cheffe d'entreprise                                                       |

### Jumelages
- Avinyonet de Puigventós (Espagne)

## Équipements et services publics

### Eau et déchets
La collecte et le traitement des déchets des ménages et des déchets assimilés ainsi que la protection et la mise en valeur de l'environnement se font dans le cadre de la communauté de communes Cap-Lauragais.

### Enseignement
Avignonet-Lauragais fait partie de l'académie de Toulouse.
L'éducation est assurée sur la commune par le groupe scolaire Auguste Fourès : maternelle et élémentaire.

## Population et société

### Démographie
L'évolution du nombre d'habitants est connue à travers les recensements de la population effectués dans la commune depuis 1793. Pour les communes de moins de 10 000 habitants, une enquête de recensement portant sur toute la population est réalisée tous les cinq ans, les populations de référence des années intermédiaires étant quant à elles estimées par interpolation ou extrapolation. Pour la commune, le premier recensement exhaustif entrant dans le cadre du nouveau dispositif a été réalisé en 2008.

En 2022, la commune comptait 1 600 habitants, en évolution de +7,31 % par rapport à 2016 (Haute-Garonne : +8,02 %, France hors Mayotte : +2,11 %).
| 1793  | 1800  | 1806  | 1821  | 1831  | 1836  | 1841  | 1846  | 1851  |
| ----- | ----- | ----- | ----- | ----- | ----- | ----- | ----- | ----- |
| 1 765 | 1 981 | 2 007 | 2 352 | 2 513 | 2 479 | 2 333 | 2 342 | 2 418 |

| 1856  | 1861  | 1866  | 1872  | 1876  | 1881  | 1886  | 1891  | 1896  |
| ----- | ----- | ----- | ----- | ----- | ----- | ----- | ----- | ----- |
| 2 390 | 2 400 | 2 324 | 2 048 | 1 857 | 1 806 | 1 744 | 1 638 | 1 513 |

| 1901  | 1906  | 1911  | 1921  | 1926  | 1931  | 1936  | 1946  | 1954  |
| ----- | ----- | ----- | ----- | ----- | ----- | ----- | ----- | ----- |
| 1 558 | 1 524 | 1 522 | 1 312 | 1 302 | 1 276 | 1 248 | 1 258 | 1 217 |

| 1962  | 1968  | 1975 | 1982 | 1990 | 1999  | 2006  | 2008  | 2013  |
| ----- | ----- | ---- | ---- | ---- | ----- | ----- | ----- | ----- |
| 1 117 | 1 040 | 938  | 931  | 954  | 1 069 | 1 220 | 1 262 | 1 438 |

| 2018  | 2022  | - | - | - | - | - | - | - |
| ----- | ----- | - | - | - | - | - | - | - |
| 1 578 | 1 600 | - | - | - | - | - | - | - |

| selon la population municipale des années : | 1968 | 1975 | 1982 | 1990 | 1999 | 2006 | 2009 | 2013 |
| Rang de la commune dans le département      | 75   | 91   | 122  | 129  | 131  | 135  | 134  | 126  |
| Nombre de communes du département           | 592  | 582  | 586  | 588  | 588  | 588  | 589  | 589  |

### Manifestations culturelles et festivités
Syndicat d'initiative, vide grenier,

### Sports et loisirs
La commune possède un club de football.

## Économie

### Revenus
En 2018  (données Insee publiées en septembre 2021), la commune compte 620 ménages fiscaux, regroupant 1 541 personnes. La médiane du revenu disponible par unité de consommation est de 22 940 € (23 140 € dans le département).

### Emploi
|                | 2008  | 2013  | 2018  |
| -------------- | ----- | ----- | ----- |
| Commune        | 6,3 % | 7,7 % | 6,6 % |
| Département    | 7,7 % | 9,6 % | 9,3 % |
| France entière | 8,3 % | 10 %  | 10 %  |

En 2018, la population âgée de 15 à 64 ans s'élève à 1 021 personnes, parmi lesquelles on compte 78,6 % d'actifs (72 % ayant un emploi et 6,6 % de chômeurs) et 21,4 % d'inactifs,. Depuis 2008, le taux de chômage communal (au sens du recensement) des 15-64 ans est inférieur à celui de la France et du département.
La commune fait partie de la couronne de l'aire d'attraction de Toulouse, du fait qu'au moins 15 % des actifs travaillent dans le pôle,. Elle compte 273 emplois en 2018, contre 271 en 2013 et 329 en 2008. Le nombre d'actifs ayant un emploi résidant dans la commune est de 746, soit un indicateur de concentration d'emploi de 36,6 % et un taux d'activité parmi les 15 ans ou plus de 63,7 %.
Sur ces 746 actifs de 15 ans ou plus ayant un emploi, 125 travaillent dans la commune, soit 17 % des habitants. Pour se rendre au travail, 84,5 % des habitants utilisent un véhicule personnel ou de fonction à quatre roues, 6,8 % les transports en commun, 4 % s'y rendent en deux-roues, à vélo ou à pied et 4,7 % n'ont pas besoin de transport (travail au domicile).

### Activités hors agriculture

#### Secteurs d'activités
135 établissements sont implantés  à Avignonet-Lauragais au 31 décembre 2019. Le tableau ci-dessous en détaille le nombre par secteur d'activité et compare les ratios avec ceux du département,.
| Secteur d'activité                                                                                        | Commune | Commune | Département |
| Secteur d'activité                                                                                        | Nombre  | %       | %           |
| --- | ------- | ------- | ----------- |
| Ensemble                                                                                                  | 135     | 100 %   | (100 %)     |
| Industrie manufacturière, industries extractives et autres                                                | 23      | 17 %    | (5,7 %)     |
| Construction                                                                                              | 21      | 15,6 %  | (12 %)      |
| Commerce de gros et de détail, transports, hébergement et restauration                                    | 31      | 23 %    | (25,9 %)    |
| Information et communication                                                                              | 6       | 4,4 %   | (4,1 %)     |
| Activités financières et d'assurance                                                                      | 1       | 0,7 %   | (3,8 %)     |
| Activités immobilières                                                                                    | 5       | 3,7 %   | (4,2 %)     |
| Activités spécialisées, scientifiques et techniques et activités de services administratifs et de soutien | 18      | 13,3 %  | (19,8 %)    |
| Administration publique, enseignement, santé humaine et action sociale                                    | 16      | 11,9 %  | (16,6 %)    |
| Autres activités de services                                                                              | 14      | 10,4 %  | (7,9 %)     |

Le secteur du commerce de gros et de détail, des transports, de l'hébergement et de la restauration est prépondérant sur la commune puisqu'il représente 23 % du nombre total d'établissements de la commune (31 sur les 135 entreprises implantées  à Avignonet-Lauragais), contre 25,9 % au niveau départemental.

#### Entreprises et commerces
Les cinq entreprises ayant leur siège social sur le territoire communal qui génèrent le plus de chiffre d'affaires en 2020 sont : 
- Nature & Développement, commerce de gros (commerce interentreprises) de produits chimiques (1 798 k€) ;
- SARL D'exploitation Boissy Et Fils, ambulances (609 k€) ;
- SEGAmartinez, entretien et réparation de véhicules automobiles légers (554 k€) ;
- Société De Tuyauterie Soudure Industrielle - Stsi, mécanique industrielle (177 k€) ;
- MSL (Metallerie Serrurerie Lauragaise), installation de structures métalliques, chaudronnées et de tuyauterie (82 k€).

L'économie de la ville est dominée par le secteur énergétique, due à la présence d'éoliennes et de panneaux solaires installés par la firme BORALEX. La ville peut aussi compter sur quelques exploitations agricoles d'importance moyenne dont certaines produisent le haricot blanc utilisé dans le cassoulet, enfin le tourisme occupe une place non négligeable de l'économie du village avec 20 000 touristes en 2014.

### Agriculture
La commune est dans le Lauragais, une petite région agricole occupant le nord-est du département de la Haute-Garonne, dont les coteaux portent des grandes cultures en sec avec une dominante blé dur et tournesol. En 2020, l'orientation technico-économique de l'agriculture  sur la commune est la culture de céréales et/ou d'oléoprotéagineuses.
|               | 1988  | 2000  | 2010  | 2020  |
| ------------- | ----- | ----- | ----- | ----- |
| Exploitations | 73    | 48    | 32    | 29    |
| SAU (ha)      | 3 303 | 2 998 | 2 627 | 2 930 |

Le nombre d'exploitations agricoles en activité et ayant leur siège dans la commune est passé de 73 lors du recensement agricole de 1988  à 48 en 2000 puis à 32 en 2010 et enfin à 29 en 2020, soit une baisse de 60 % en 32 ans. Le même mouvement est observé à l'échelle du département qui a perdu pendant cette période 57 % de ses exploitations,. La surface agricole utilisée sur la commune a également diminué, passant de 3 303 ha en 1988 à 2 930 ha en 2020. Parallèlement la surface agricole utilisée moyenne par exploitation a augmenté, passant de 45 à 101 ha.

## Culture locale et patrimoine

### Lieux et monuments

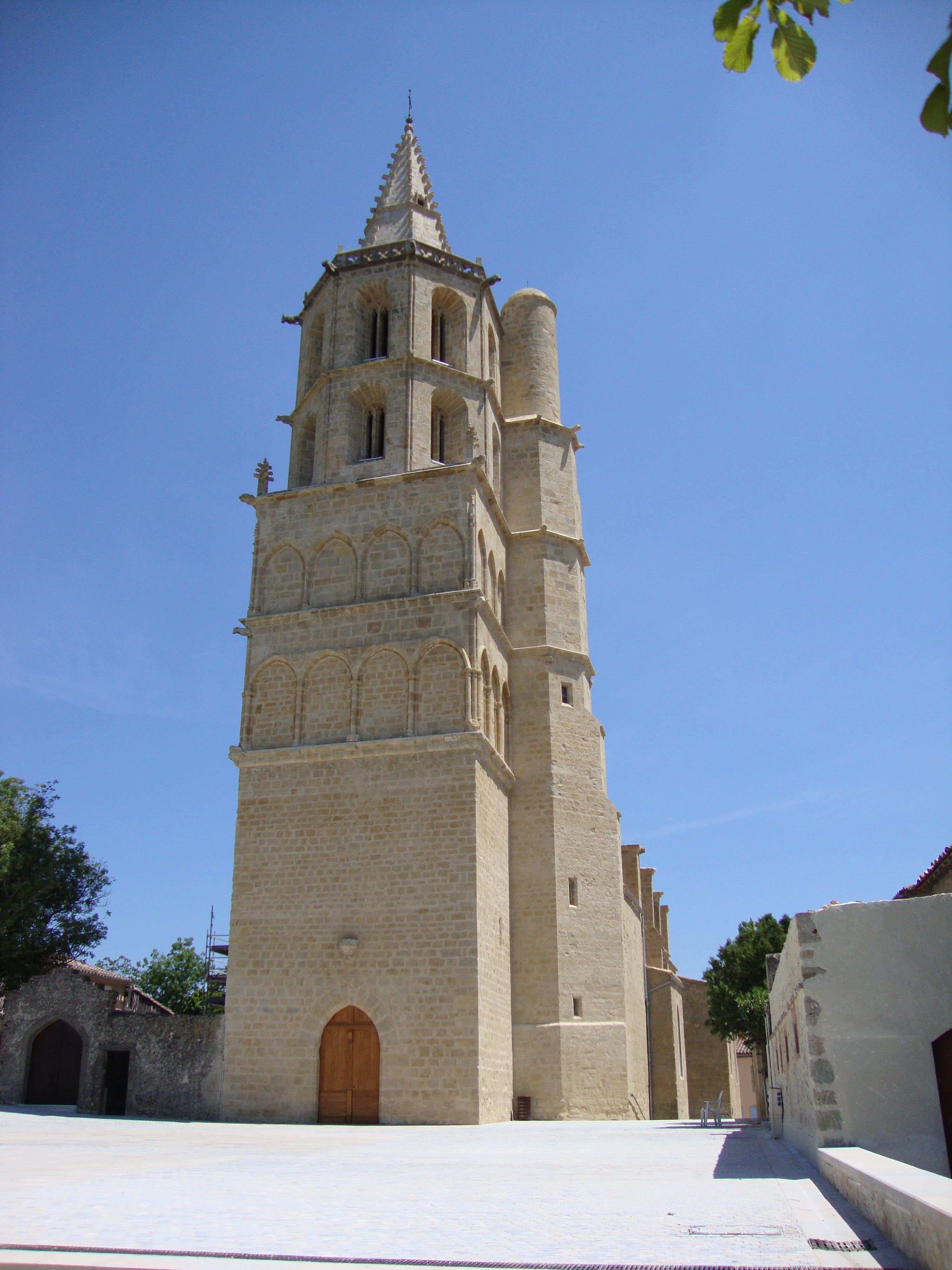
L'église Notre-Dame-des-Miracles.

- L'église Notre-Dame-des-Miracles, commencée en 1385, possède un clocher octogonal flanqué d'une élégante tourelle d'escalier et couronné par une flèche gothique à crochets. À l'intérieur au fond de l'église, un tableau de 1631 évoque le massacre perpétré le 28 mai 1242 par les conjurés du Lauragais à l'encontre des membres du tribunal de l'inquisition au château d'Avignonet[86] qui a disparu depuis.
- Le croisé d'Avignonet, et la tour poivrière datant de 1352 inscrite au titre des monuments historiques depuis 1965[87].
- Église Saint-Assiscle[88].
- Église Saint-Brice.
- Anciens moulins à vent.
- Centrale éolienne faisant partie du programme EOLE 2005. Le parc détient dix éoliennes N50 (de 800 kW et de 50 mètres de diamètre), soit une puissance globale installée de 8 MW. Deux nouvelles éoliennes E-70 ont été installées en février 2008. Un champ de panneaux solaires se trouve également à proximité.
- Halle du XIXe siècle.
- Le canal du Midi : écluse d'Encassan, écluse d'Emborrel et pont-canal de Radel.

### Personnalités liées à la commune
- Édouard de Woodstock (1330-1376), dit le « Prince Noir », prince de Galles, comte de Chester, duc de Cornouailles et prince d'Aquitaine détruit le village en 1355.
- Marie-Louis Desazars de Montgailhard (1837-1927)  magistrat et historien français, y est mort et y est probablement né.
- Léon Blum (1872-1950), homme d'État français, figure du socialisme, président du Conseil du Front populaire, s'y est arrêté en 1929 ou 1932 avec Thérèse Pereyra au retour de Narbonne, alors qu'il était candidat aux élections législatives[89].

### Héraldique
| Blason de Avignonet-Lauragais | Blason  | Palé et contre-palé de sinople et d'or de six pièces. |
| Blason de Avignonet-Lauragais | Détails | Le statut officiel du blason reste à déterminer.      |

## Pour approfondir